# Rotan (Texas)
Rotan é uma cidade localizada no estado norte-americano de Texas, no Condado de Fisher.

## Demografia
Segundo o censo norte-americano de 2000, a sua população era de 1611 habitantes.
Em 2006, foi estimada uma população de 1465, um decréscimo de 146 (-9.1%).

## Geografia
De acordo com o United States Census Bureau tem uma área de
5,3 km², dos quais 5,3 km² cobertos por terra e 0,0 km² cobertos por água. Rotan localiza-se a aproximadamente 608 m acima do nível do mar.

## Localidades na vizinhança
O diagrama seguinte representa as localidades num raio de 40 km ao redor de Rotan.